# Baghdadi Mahmudi
al-Baghdadi Ali al-Mahmudi (البغدادي علي المحمودي en árabe)(n. 1945, Libia italiana), fue nombrado Secretario General del Comité Popular General, equivalente al cargo de primer ministro de Libia, el 5 de marzo de 2006, sucediendo en el cargo a Shukri Ghanem. Mahmudi es licenciado en medicina, y es especialista en ginecología y obstetricia.

## Carrera política
Mahmudi ocupó el cargo de vice primer ministro entre junio de 2003 y marzo de 2006, momento en el que accedió al cargo de Primer ministro. Anteriormente a ocupar el puesto de vice primer ministro había sido ministro de sanidad.
Como vicesecretario general del Comité Popular General de Libia para la Producción, supervisó el desarrollo de dos grandes proyectos de infraestructuras en Libia: el proyecto del Gran Río Artificial, y el proyecto de Ferrocarriles. Las tres fases del proyecto del río, tuvieron un coste estimado de más de 18.500 millones de dólares estadounidenses.
Cuando a Mahmudi se le preguntó sobre los costes y beneficios de los proyectos contestó:

Nos gustaría mucho enfocar las inversiones en proyectos en los que se use esta agua, básicamente proyectos agrícolas y ganaderos. Para este sector se han asignado ya un alto porcentaje de los fondos de desarrollo. Por esta razón, estamos cerrando varios acuerdos con compañías extranjeras que están interesadas en invertir es estos proyectos, como por ejemplo en las llanuras de Bengasi.

En enero de 2022, Baghdadi Mahmoudi fue encarcelado en Libia tras ser extraditado por Túnez en 2012, está a punto de presentar una denuncia contra Túnez ante las instituciones libias y ante la corte penal internacional.